# Partitocracia

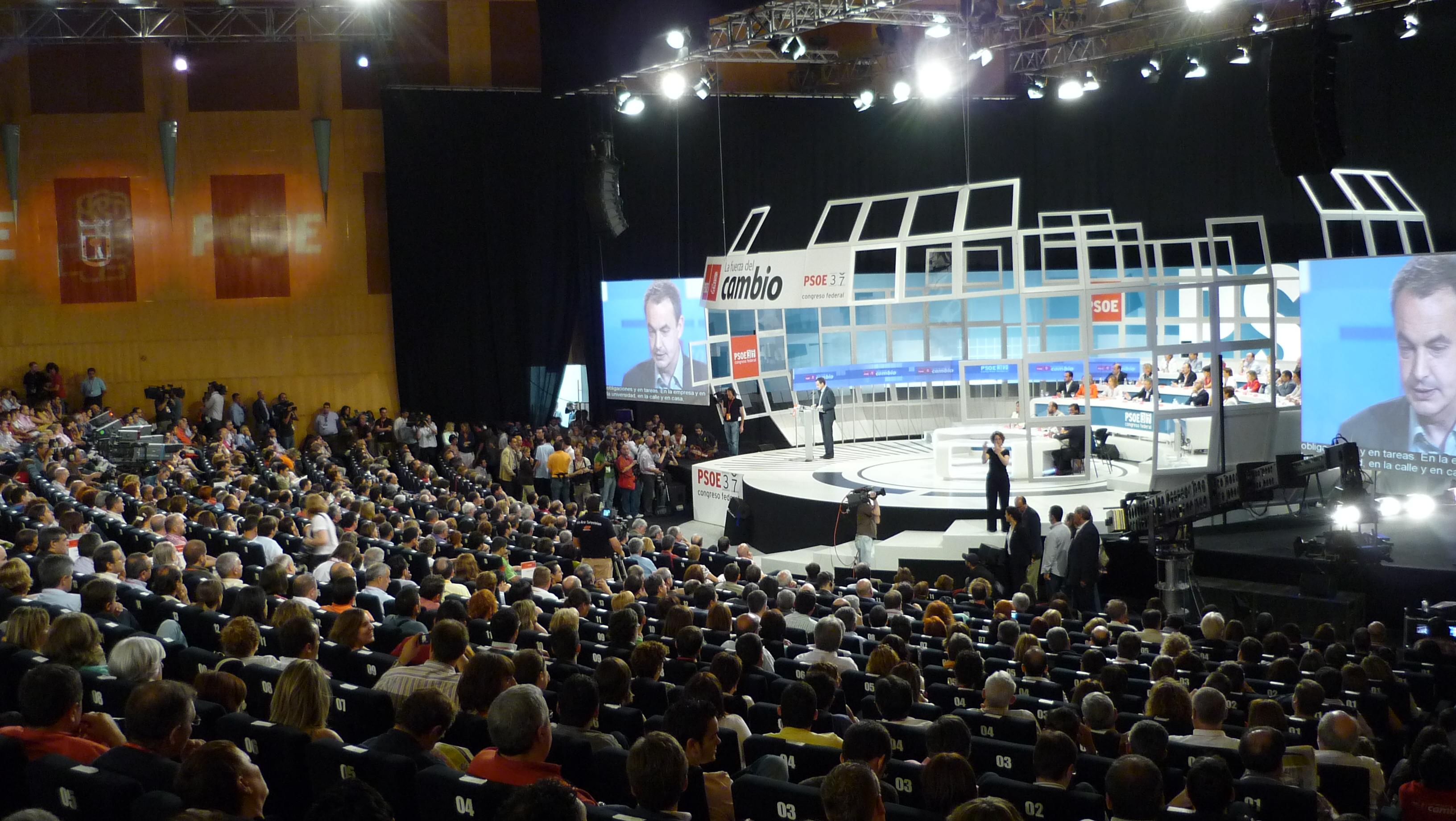
Congreso del Partido Socialista Obrero Español. En los congresos es donde se reúnen los militantes para consensuar el programa del partido.

El término partidocracia o partitocracia es en política, un neologismo —ya registrado por la Real Academia Española— utilizado para describir el fenómeno por el cual los «órganos fundamentales del poder estatal» se convierten en «meros ejecutores de las decisiones adoptadas en la esfera de los partidos». Hay autores que prefieren utilizar el término «democracia de partidos» o el de party government («gobierno de partidos») y aun hay otros que no utilizan ninguno de los tres términos al considerar que los partidos políticos siguen constituyendo el principal instrumento de participación política de los ciudadanos y de canalización del pluralismo político de la sociedad a las instituciones democráticas. Desde una perspectiva autoritaria el ideólogo y ministro de la dictadura franquista Gonzalo Fernández de la Mora definió la «partitocracia» como «aquella forma de Estado en que las oligarquías partidistas asumen la soberanía efectiva». Por su parte el abogado Antonio García-Trevijano Forte, uno de los fundadores en 1974 de la antifranquista Junta Democrática y después muy crítico con la forma como se llevó a cabo la transición española, ha afirmado que la partidocracia se extendió en Europa tras la Segunda Guerra Mundial, como residuo de las corrientes totalitarias.[cita requerida]

## Contexto histórico y definición
El sistema democrático parlamentario se consolidó en Europa occidental después de la Segunda Guerra Mundial y  los partidos políticos, tan denostados por los regímenes autoritarios del periodo de entreguerras —todavía en 1967 el dictador español Francisco Franco los culpaba de «la destrucción y la desmembración de la patria»—, fueron considerados como el principal instrumento de participación política de los ciudadanos y de canalización del pluralismo político de la sociedad a las instituciones. Así fueron reconocidos en las Constituciones, especialmente en los países que habían tenido regímenes fascistas, como en la Constitución de la República Italiana de 1947 o en la Ley Fundamental para la República Federal de Alemania de 1949. Lo mismo ocurriría en España tras el fin de la dictadura franquista.
En la estabilización del sistema democrático parlamentario intervinieron tanto razones externas al Parlamento (entre las que destaca el desarrollo del Estado del bienestar) como la racionalización de la propia institución. Entre las medidas «racionalizadoras» que se adoptaron para asegurar el funcionamiento eficaz de la democracia parlamentaria se han destacado dos: la constitución de grupos parlamentarios con disciplina de voto, para de esta forma asegurar el mantenimiento de la mayoría de diputados que sostiene al gobierno; y la introducción de mecanismos compensatorios para evitar que el Parlamento esté demasiado fragmentado (como la introducción de sistemas electorales que favorezcan a los partidos mayoritarios; la elección de un presidente de la República con ciertas prerrogativas políticas, no sólo simbólicas o protocolarias; o el establecimiento de normas constitucionales que dificulten la revocación del presidente del Gobierno, como la moción de censura constructiva). Por otro lado, estas medidas «racionalizadoras» solo se han aplicado parcialmente en los sistemas democráticos presidencialistas.

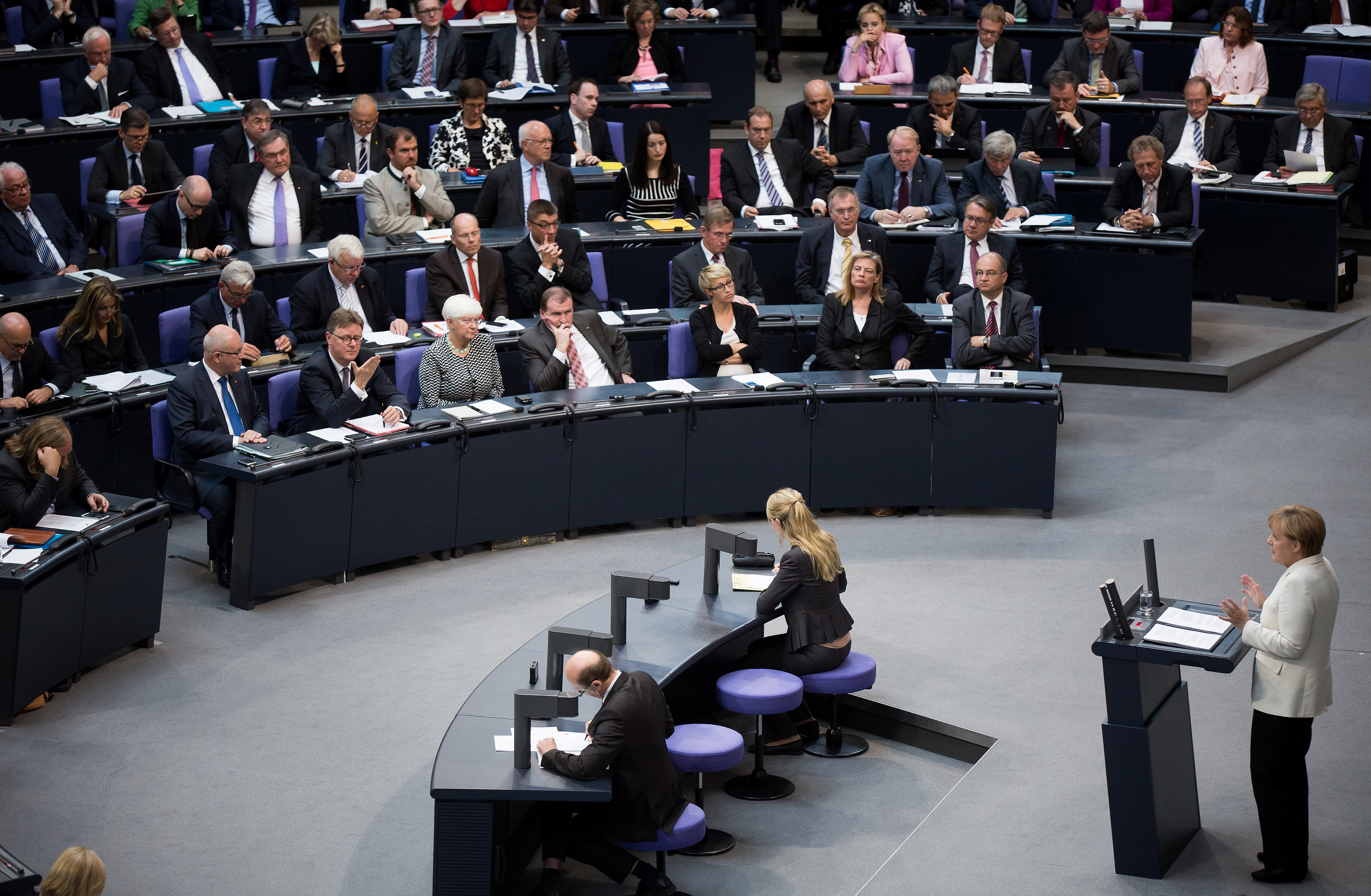
Sesión del Bundestag de septiembre de 2014 (la canciller Angela Merkel se dirige a los diputados). Para favorecer la estabilidad gubernamental en la República Federal Alemana funciona la moción de censura constructiva, que también ha sido adoptada por otros países como España.

Las medidas «racionalizadoras» introducidas han supuesto que los diputados hayan perdido su independencia al estar sujetos a los acuerdos del grupo parlamentario y en última instancia del partido. La consecuencia de todo ello ha sido que las cúpulas dirigentes de los partidos han adquirido un gran poder pues son ellas las que toman las decisiones que los diputados no pueden dejar de apoyar (obligados no solo por la disciplina de partido, sino porque en su mayoría han hecho de la política su profesión por lo que enfrentarse a la dirección podría suponer el final de su carrera). Esta nueva situación del sistema democrático parlamentario ha sido calificada como «democracia de partidos» y algún politólogo como Giovanni Sartori, como «partitocracia», con tres dimensiones: la electoral (especialmente en el caso de las listas cerradas y bloqueadas, el partido impone al electorado los candidatos a los que puede votar); la disciplinaria (la dirección del partido impone sus decisiones al grupo parlamentario); y la integral (los electores son representados realmente por el partido).
Siguiendo a Sortori, el politólogo Joaquim Lleixà ha señalado que «desde el momento histórico en que los partidos políticos llenan la escena política, se hace necesario reconsiderar el papel del Gobierno, el Parlamento y sus relaciones mutuas». Para caracterizar esta nueva situación, que afecta sobre todo a los sistemas parlamentarios (tanto a los bipartidistas como a los multipartidistas), Lleixà recurre el término propuesto por R.S.Katz de party government («gobierno por partidos») cuyo dos rasgos principales serían que las decisiones se adoptan en el seno del partido o partidos de gobierno (en el caso de las coaliciones) y que los líderes son «responsables ante el electorado en cuanto exponentes de su partido». Katz, citado por Lleixà, ha señalado como un caso paradigmático el de la República de Italia durante muchos años, y asimismo ha indicado que en el extremo opuesto se encontrarían los Estados Unidos, donde no habría party government.

### Diversas interpretaciones
Aunque reconocen que el concepto de «partidocracia» es muy poco usado por la literatura académica de ciencias políticas (no así en los medios de comunicación y en el debate político), entre los defensores del uso del término partidocracia existen ciertas diferencias. Una parte de ellos la consideran como una «degeneración» de la democracia representativa, partiendo de la idea de que el Estado democrático se asienta sobre una relación bilateral entre ciudadanos y Estado y de que la naturaleza de la democracia estriba en la apropiación por parte del pueblo del poder político de la que surge la necesidad de nombrar representantes para que, proviniendo de y a nombre del pueblo, le administren su original poder. Sin embargo, en la práctica histórica, esta relación bilateral pasa a adquirir crecientemente un carácter trilateral: ciudadano-partido político-Estado, de tal manera que el ejercicio de la soberanía popular ya solo es posible en la práctica por la mediación de los partidos.
Según los defensores de esta interpretación, en el diseño de la democracia representativa los partidos políticos ocupan un lugar secundario e instrumental, siendo su principal función la de constituirse como uno de los vehículos que facilitan al ciudadano-elector escoger a sus representantes; sin embargo, con el desarrollo de la democracia y la creciente complejidad de las sociedades modernas, este papel tiende a modificarse sustancialmente. En primer lugar, porque, ya sea de hecho o por ley, los partidos van «apropiándose» el monopolio de esa instrumentalidad y en la práctica se convierten en el único vehículo para acceder a la representación del pueblo en los órganos del Estado. En segundo lugar, porque los partidos prolongan en el tiempo su papel y de instrumentos del mecanismo electoral, pasan a asumir un creciente control sobre el ejercicio de la representación popular, sometiendo a los representantes del pueblo a la disciplina partidaria. En la práctica, la concepción del «mandato representativo», tan cara no solo a los pioneros de la democracia sino a muchos exponentes contemporáneos de la sociedad civil, ha quedado anulada. Por último, los temas sustantivos del quehacer político pasan a ser definidos, asumidos y resueltos por los partidos políticos, por lo que los órganos del Estado como lugares del ejercicio de la representación, tienden a vaciarse de contenido y el Parlamento queda redefinido para utilizar el dictum de Leibholz, como el lugar en el que «se reúnen comisionados de partidos vinculados a las decisiones de éste, para dejar constancia de decisiones ya adoptadas en otros ámbitos (en comités y congresos de partido)». 
Por otro lado, advierten que la «degeneración» de la democracia representativa es un tema que se debate en diversas partes del mundo, especialmente en las recientes y múltiples experiencias de democratización. Ponen como ejemplo unos fallos recientes de la Corte Suprema de Justicia de Sri Lanka que han introducido la distinción entre «democracia representativa» y «democracia de partidos», sosteniendo que según la Constitución Política del país, el régimen es de democracia de partidos y no de democracia representativa pues la Ley Fundamental reconoce a los partidos la facultad de sustituir a aquellos miembros del Parlamento que habiendo sido elegidos en la lista del partido, no acatan la disciplina de voto; en otras palabras, al ubicar al partido por encima de la voluntad de los electores, se privilegia, en el ejercicio de la democracia, el papel del partido por encima del mecanismo de representación y en consecuencia, lo que define al régimen político no es esta última sino el poder del partido.
Una segunda interpretación de la partidocracia la considera una evolución del Estado Moderno transformado en «Estado de Partidos», un término acuñado por algunos teóricos alemanes (Parteienstaat). Este es el término utilizado por Antonio García-Trevijano para referirse especialmente a las democracias parlamentarias que, como la española, han optado por el sistema electoral proporcional de listas cerradas y bloqueadas:

En las Constituciones del Estado de Partidos no hay un solo concepto que responda a la realidad. La soberanía no está en la Nación, el Parlamento o el Pueblo, sino en el Estado. La representación política de la sociedad no existe en el sistema de elección proporcional. Por fidelidad de partido, la reacción anticipada del elector es imposible. No hay separación entre poder legislativo y ejecutivo, ni existe poder judicial independiente. De hecho, se ha suprimido el debate parlamentario previo a la aprobación de las leyes. Ha desaparecido la responsabilidad política no vinculada a la judicial. No hay control del gobierno en comisiones parlamentarias con mayoría del partido gobernante. No existe libertad de voto del diputado bajo mandato imperativo de su partido. La iniciativa legislativa está en manos de grandes empresas privadas. No hay lealtad al público en el funcionariado, ni garantía institucional de la financiación de los derechos sociales.
Teoría pura de la República, Ed. El buey mudo, 2010

Una tercera interpretación de «partidocracia» es aquella que la ubica no como evolución del Estado moderno ni como «degeneración» de la democracia, sino como un régimen o sistema de gobierno distinto denominado «Partidocracia». Se diferenciaría de la Autocracia por la existencia del consenso, la deliberación y la participación, pero se distinguiría de la Democracia en que el consenso es tomado por los menos en lugar de los más, el debate es privado en lugar de público y la participación, aunque general, es conducida cuando no inducida, por los que consensuan. En la llamada «Partidocracia» se deja en manos del cuerpo electoral ciudadano, la elección, discusión, participación y consenso alrededor de temas y opciones determinadas por las élites o dirigencias de los partidos políticos. En la «Partidocracia» como forma de gobierno no hay espacio para operadores políticos fuera de las cúpulas partidistas. Se caracterizaría, pues, por la toma de acuerdos por los menos, algo que en la Antigüedad hubiera podido ser identificado como oligarquía. En el gobierno «Partidocrático», los acuerdos se toman entre las cúpulas dirigentes de los partidos políticos; existe, ciertamente, participación del colectivo mediante procesos electorales, pero los temas a debatir son impuestos y resueltos desde y por los partidos, ello mediante los consensos políticos fraguados entre las propias élites partidistas.

## Características
Se pueden definir las siguientes características de la partitocracia.

### Monopolio de nominaciones
Proviene de la exclusividad, tanto de facto como legalmente, de las nominaciones para cargos de elección popular. La electividad para cargos por votación popular en estos casos es considerada como una potestad exclusiva de los partidos políticos, siendo un terreno acotado adjudicado a los partidos por el Estado. Esto condiciona la posibilidad de excluir a los ciudadanos del derecho a ser electos, dotando a los partidos de un enorme poder, y dando a los partidos la garantía de conservar sus propios intereses postulando para los cargos públicos a personas afines a sus objetivos en todo caso, sin ser la futura amenaza que sería que ellos mismos adquirieran el poder mediante el voto popular.
A todo lo mencionado, hay que añadir que en algunos países el sistema de voto es de voto por partido y no por candidato, por lo que el elector únicamente puede optar por el partido y sus candidatos ya elegidos en su lista, y no puede optar por elegir determinados candidatos dentro de los propuestos por el partido según la preferencia que tenga por estos, como se haría en un sistema de listas abiertas. De este modo lo que se consigue es que el elector no opte por personas, por candidatos individuales, sino por partidos concretos, lo que refuerza el monopolio de nominaciones por parte de estos, sin garantías de los motivos o méritos de los candidatos para ser electos en representación de los ciudadanos.
Un ejemplo de esta situación es el de El Salvador, donde la Constitución de 1983, y el de México, donde las Últimas Reformas a la Constitución Política de 1917, consagran explícitamente el monopolio partidario de la representación popular:

El sistema político es pluralista y se expresa por medio de los partidos políticos, que son el único instrumento para el ejercicio de la representación del pueblo dentro del gobierno.
Art. 85 inciso 2º. Constitución de la República de El Salvador de 1983

La disposición en cuestión tiene una trascendencia aún mayor, pues se encuentra ubicada en el único título de la Constitución salvadoreña que, según el Art. 248 inciso último de la misma, no puede reformarse.
En México:

Artículo 116. El poder público de los estados se dividirá, para su ejercicio, en Ejecutivo, Legislativo y Judicial, y no podrán reunirse dos o más de estos poderes en una sola persona o corporación, ni depositarse el legislativo en un solo individuo.

IV. Las Constituciones y leyes de los Estados en materia electoral garantizarán que:
e) Los partidos políticos sólo se constituyan por ciudadanos sin intervención de organizaciones gremiales, o con objeto social diferente y sin que haya afiliación corporativa. Asimismo tengan reconocido el derecho exclusivo para solicitar el registro de candidatos a cargos de elección popular, con excepción de lo dispuesto en el artículo 2o., apartado A, fracciones III y VII, de esta Constitución;

Curiosamente en la Constitución de México se puede leer:

Artículo 35. Son prerrogativas del ciudadano:
I. Votar en las elecciones populares;
II. Poder ser votado para todos los cargos de elección popular, y nombrado para cualquier otro empleo o comisión, teniendo las calidades que establezca la ley;
III. Asociarse individual y libremente para tomar parte en forma pacífica en los asuntos políticos del país;

Por el contrario, otras Constituciones garantizan en la teoría el impedimento de estas situaciones, como la Constitución española de 1978:

Son electores y elegibles todos los españoles que estén en pleno uso de sus derechos políticos.
Artículo 68. 5.

Por el contrario, otros muchos países permiten, sobre todo a nivel municipal, la presentación de candidaturas mediante la constitución de comités cívicos, sin necesidad de provenir de los partidos políticos. Este correctivo, en principio saludable, a la tendencia de los partidos de monopolizar la accesibilidad a un cargo público electo, en muchos casos no es concluyente. Por ejemplo, en algunos países estos comités cívicos municipales se acaban transformando en simples extensiones de los partidos con otro nombre; en otros casos, como se dio en Mozambique en 1988, los grandes partidos (FRELIMO y FRENAMO), ante el peligro de perder el control sobre la administración del poder mediante este método, acabaron por modificar la Ley Electoral para conferirse el monopolio legal sobre la postulación de candidatos. Este hecho se debió a que después de las elecciones municipales de junio de 1988 en dicho país, en las que participaron diversos Comités no partidarios, los movimientos cívicos iniciaron un proceso de confederación para participar en las elecciones legislativas del año siguiente.

### Control sobre los representantes electos
Otra característica que indica el nivel de partitocracia de un régimen político es el nivel de disciplina interna dentro de los partidos.
Muchas Constituciones garantizan teóricamente la independencia de los legisladores electos, siguiendo la teoría clásica del mandato libre; pero en la práctica la actividad de los cargos electos se ve muy condicionada por la posición de su partido. Esto muchas veces es debido a la complejidad y diversidad de los temas sobre los cuales tiene que dirimir el electo y sobre los cuales tiene que emitir un voto, haciendo que los parlamentarios se agrupen en facciones o grupos legislativos para garantizar la eficiencia de una postura concreta frente a estos asuntos. Estas agrupaciones, casi invariablemente, suelen seguir una base partidaria, y este efecto es reforzado por el hecho de que los cargos electos hablen en "nombre del partido".
Estos factores llevan a que le control del partido sobre temas legislativos o de gobierno sea muy fuerte. De este modo los cargos electos (tanto parlamentarios y diputados como los concejales) deben seguir la disciplina de partido, una línea ya marcada por el partido no solo en los asuntos planteados por el partido en su programa electoral durante la consiguiente campaña previa a las elecciones, sino prácticamente en todas las decisiones que se deban tomar en el órgano Legislativo. De este modo se impone a los cargos electos la obligación de acatar las decisiones de su partido, del partido al cual representa en su cargo público, pudiendo única y excepcionalmente votar según su conciencia y su libre opinión en contadas ocasiones, muchas veces rompiendo la disciplina de partido de este modo.
Un extremo de este comportamiento son los sistemas legislativos en los que los diputados o cargos públicos son expulsados no solo de su partido, sino también de la Cámara en cuestión, si deciden romper la línea marcada por el partido. Varios ejemplos de este comportamiento sería la República de Panamá en América, y también varios países del Sudeste Asiático y de África, en los que en grado de control de los partidos sobre los cargos electos permite anular la voluntad individual de los electos, y por lo tanto de los electores que les llevaron a ese cargo. En la India se da un caso intermedio: si un parlamentario se rebela contra el partido, es despojado de su curul, pero si se trata de un grupo de diputados estos pueden conservar sus asientos como una fracción legislativa independiente del partido que los postuló.